# Сухарев, Владимир Иванович
Владимир Иванович Сухарев (1891—1971) — советский учёный и педагог в области  курортологии, дерматологии и венерологии, доктор медицинских наук (1936) и доктор биологических наук (1937), профессор (1934).

## Биография
Родился 30 марта 1891 года в Москве.
С 1916 по 1915 год обучался на медицинском факультете Московского государственного университета. 
С 1925 по 1940 год на научно-педагогической работе в клинике кожных и венерических болезней Первого Московского медицинского института в должности преподавателя и заведующего физио-рентгенотepапевтическим отделением. 
С 1940 по 1944 год на научно-клинической работе в Сочинском бальнеологическом институте в должности заведующего клиникой кожных болезней. 
С 1948 по 1958 год на педагогической работе в Московском государственном педагогическом институте имени В. И. Ленина в должности — заведующего кафедрой гистологии. С 1958 по 1971 год на научно-исследовательской работе в Центральном кожно-венерологическом институте в должности — заведующего отделом радиологии, физиотерапии и курортологии, с 1968 по 1971 год — научный консультант этого института.

### Научно-педагогическая деятельность
Основная научно-педагогическая деятельность Н. С. Смелова была связана с вопросами в области курортологии, дерматологии и венерологии, физиотерапии и радиобиологии.  В. И. Сухарев занимался исследованиями в области влияния рентгеновского и ультрафиолетового излучений на кожу, использования радиоактивных веществ для процесса биотрансформации обменных процессов, проблем трансформации стеролов в витамины D и А под воздействием ионизирующего излучения. В. И. Сухарев являлся членом Экспертной комиссии ВАК СССР, членом Правления Всесоюзного и Московского общества дерматовенерологов, почётным членом Болгарского общества дерматовенерологов.
В 1936 году защитил диссертацию на соискание учёной степени доктор медицинских наук по теме:  «Кожная регионарная чувствительность к ультрафиолетовым лучам, ее динамичность и значение ее кривой в прогнозе и терапии кожных заболеваний», а в 1937 году — доктор биологических наук по теме: «Эманизированные корма — стимуляторы полноценного роста животного организма». В 1934 году ему было присвоено учёное звание профессор. Под руководством В. И. Сухарева было написано около двухсот шестидесяти семи научных трудов, в том числе монографий, был членом  редакционного отдела «Вестник дерматологии и венерологии».
Скончался 21 ноября 1971 года в Москве.

## Награды
- Орден Ленина